# Pierre Cadoüet
Pierre Cadoüet, né à Bourges vers 1410 et mort le 31 août 1492, est un prélat français du XVe siècle.

## Biographie
Après la mort de l'archevêque Jean Cœur, le 25 juin 1482, le chapitre de Bourges envoie une députation au roi Louis XI pour avoir la liberté d'élire son successeur. Mais le roi désigne son confesseur Pierre Cadoüet, qui est prieur de Notre-Dame de Sales à Bourges ; celui-ci est confirmé par le pape Sixte IV le 7 août 1482 et prend possession de son siège le 17 novembre suivant. Les chanoines ont dû céder aux menaces du roi.
Cependant, Louis XI étant mort le 30 août 1483, le chapitre élit le 19 novembre 1483 Guillaume de Cambrai, alors doyen du chapitre. Les deux prétendants, Cadoüet et Guillaume de Cambrai, entrent alors en procès devant le parlement de Paris ; finalement, ils passent un accord en mai 1487 et conviennent que le premier jouira jusqu'à sa mort et que l'autre lui succédera.